# Fernando Monzonís Mozas
Fernando Monzonís Mozas es un militar español, nacido en Castellón de la Plana el 9 de octubre de 1902 y fallecido en combate el 10 de septiembre de 1926 en la toma de Beni Halem, durante las Guerras de Marruecos.

## Actividades previas
Fernando Monzonís Mozas nació en Castellón de la Plana el 9 de octubre de 1902, siendo hijo de Melchor Monzonís Soler (natural de Segorbe), quien por entonces era capitán de infantería, y de Ana Mozas Chalmeta (natural de Villarreal).

## Academia militar
A la edad de 15 años, Fernando ingresó como voluntario en el 59.º Regimiento de Infantería de Melilla. En 1919 ingresó en la Academia de Infantería de Toledo, saliendo de la misma en 1921 como alférez de Infantería con destino en el 28.º Regimiento de Infantería Luchana.

## Guerra del Rif
En 1922 fue destinado, a petición propia, a un batallón expedicionario en Larache (Marruecos español) para participar en la guerra del Rif, quedando destacado en Nador y distinguiéndose en numerosas acciones de guerra. En 1923 realizó el curso de piloto de aeroplanos.
En 1924 fue nombrado Ayudante del 2.º Batallón del Regimiento Ceriñola, quedando a las órdenes de su padre, Melchor Monzonís, que ya había alcanzado el rango de teniente coronel de infantería. Fue herido de gravedad en los choques en Uad Lau. Fue destinado posteriormente al Grupo de Regulares n.º 5, siendo voluntario en la Harka de Melilla a las órdenes del entonces comandante José Enrique Varela Iglesias.
En 1925 ascendió a teniente haciéndose cargo del 2.º Tabor de la Mía, distinguiéndose en las operaciones del territorio de Ceuta tal como figura en su hoja de servicios, así como en las operaciones del desembarco de Alhucemas. Falleció tras gloriosa actuación en la toma de Beni Halem el 10 de septiembre de 1926 al mando de la 2.ª Mía de la Harka de Melilla, siendo enterrado en Ceuta.

## Condecoraciones y homenajes
- Por Real Orden de 7 de octubre de 1926 (Diario Oficial del Ministerio de la Guerra núm. 228) se le concedió la Medalla Militar Individual, “como premio a su comportamiento el día 11 del corriente mes de septiembre, en que, atacado por numeroso enemigo y después de una defensa tenaz del puesto en que se hallaba y de haber sufrido herida gravísima en el vientre, se lanzó sobre aquél, poniéndole en franca huida y obligándole a dejar en poder de las tropas a las órdenes de dicho Oficial algunos muertos y ocasionándole hasta veinte bajas, hecho que, unido al valor sereno, conciencia del peligro y moral muy elevada del referido Oficial, no obstante su herida gravísima, de la que falleció poco después, determinaron concederle tan preciada condecoración”.
- Había sido también recompensado con la Medalla de Sufrimientos por la Patria y con una Cruz del Mérito Militar de 1.ª clase.
- Castellón de la Plana le dio su nombre a una de sus calles, que actualmente sigue conservando.